# サブカ
サブカ（阿: سبخة、sabkha、sebkhat）あるいはサブハは、塩原のアラビア語で、砂漠気候の海岸の潮上帯にできる蒸発岩と炭酸塩岩である。海水が高い気温の下で蒸発することにより、岩塩、石膏、霰石の沈殿層が表面から地下に向かって見られる。海岸ではある程度海水が陸地の砂に地下で浸み込んでおり、毛細管圧により水分が地表へ上昇する作用が働く。さらに続成作用により石膏は硬石膏に、霰石は苦灰石に変化する。大潮や強風による高波洪水も海水を補給し、サブカ層の厚さは最大1メートル程度になる。また、砂漠地域に特徴的な高塩分の地下水が海岸に達することによっても、塩分が供給される。
典型的なサブカはアラブ首長国連邦の海岸に見られる。アブダビ首長国西端にはSabkha Mattiと呼ばれる広大な平坦地が広がり、アラビア半島のルブアルハリ砂漠の一部である。チュニジアの海岸近くにもサブカを冠する湖がいくつも存在する。